# فرنسيسكو أسيس
فرنسيسكو أسيس (بالبرتغالية: Francisco Assis‏) هو سياسي برتغالي، ولد في 8 يناير 1965 في أمارانتي في البرتغال. نشط حزبياً في الحزب الاشتراكي (البرتغال). وقد انتخب عضو مجلس الجمهورية ‏ خلال فترته النيابية ‏ وفي انتخابات البرلمان الأوروبي 2014، انتخب عضو في البرلمان الأوروبي عن دائرة البرتغال ‏ لترشحه ضمن قائمة الحزب الاشتراكي (البرتغال)، وقد انضم خلال فترته النيابية (1 يوليو 2014 – ) للكتلة البرلمانية التحالف التقدمي للاشتراكيين والديمقراطيين وفي انتخابات البرلمان الأوروبي 2004، انتخب عضو في البرلمان الأوروبي عن دائرة البرتغال ‏ لترشحه ضمن قائمة الحزب الاشتراكي (البرتغال)، وقد انضم خلال فترته النيابية (20 يوليو 2004 – 13 يوليو 2009) للكتلة البرلمانية حزب الاشتراكيين الأوروبيين.